# Kvaisa
Kvaisa (georgiska: კვაისა) är en daba (stadsliknande ort) i Georgien. Den ligger i den centrala delen av landet, 130 km nordväst om huvudstaden Tbilisi. Kvaisa ligger 1 431 meter över havet.